# آرسنال وی‌جی ۹۰
آرسنال وی جی ۹۰ (به انگلیسی:Arsenal VG 90) یک هواپیمای رهگیر توربوجت ناوپایه در فرانسه بود که در اواخر دهه ۱۹۴۰ ساخته شد. دو نمونه اولیه تکمیل شده در حادثه‌ای مهلک نابود شدند و برنامه در سال ۱۹۵۲ قبل از تکمیل نمونه اولیه سوم لغو شد. بقایای آن در سال ۱۹۷۸ از بین رفت.